# Hippopsis pertusa
Hippopsis pertusa là một loài bọ cánh cứng trong họ Cerambycidae.